# هوسکیرشن
هوسکیرشن (به آلمانی: Hauskirchen) یک منطقهٔ مسکونی در اتریش است که در ناحیه گنزرندورف واقع شده‌است. هوسکیرشن ۱٬۲۶۵ نفر جمعیت دارد.